# Henryk Górecki
Henryk Mikołaj Górecki (Czernica, Silésia, 6 de dezembro de 1933 - 12 de novembro de 2010) foi um compositor polonês de música clássica.

## Biografia
A família de Górecki era modesta, e ambos os pais tinham amor à música. O seu pai Roman (1904-1991) era músico amador e a sua mãe Otylia (1909-1935) era pianista. Otylia morreu quando seu filho tinha apenas dois anos de idade, e os primeiros trabalhos de Górecki foram dedicados em memória de sua mãe. Henryk se interessou por música desde cedo, embora fora desanimado por seu pai e por sua madrasta até ao ponto em que não lhe era permitido tocar o velho piano de sua mãe. Entretanto, persistiu, e em 1943, permitiram que fizesse aulas de violino com Paweł Hajduga, um músico amador local e fabricante de instrumentos.
É a partir de 1951 que Górecki começa a compor as suas primeiras peças, maioritariamente canções e pequenas peças para piano, quando ingressa na sua primeira escola de música, em Rybnik. Pouco depois, estuda por si mesmo as regras do dodecafonismo e serialismo, e mais tarde evolui para o modernismo de Anton Webern, Iánnis Xenákis e Pierre Boulez. Conclui o curso de composição musical com Bolesław Szabelski em Katowice e, depois de uma pós-graduação em Paris, torna-se professor nessa mesma escola onde estudou.
Durante o seu estudo, Gúrecki apercebe-se da importância de trabalhar para desenvolver uma linguagem própria e as primeiras tentativas surgiram com os Quatro Prelúdios de 1955, evoluindo seriamente durante a década de 1960, considerada o seu período mais dissonante. Em 1969, Górecki parece ter atingido a sua maturidade com Old Polish Music¸ mas é na década de 1970 que atingirá o estilo que mais o caracterizará, com obras como Ad Matrem (1971), a sua Sinfonia n.º 3 (1976) e Beatus Vir (1979). Górecki preocupava-se em conseguir uma ligação perfeita entre o conteúdo espiritual e emocional do texto, frequentemente sagrado ou de origem tradicional com a sua música, e aí residiu o estrondoso sucesso destas composições.
Com a década de 1980, Górecki expande a sua gama de possibilidades e na música dele encontramos radicais contrastes no tempo, nas dinâmicas e na textura harmónica no que toca à oposição entre consonância e dissonância, ao mesmo tempo influenciado pelo folclore da Polónia. Tal expansão artística é visível na sua música de câmara, desde Lerchenmusik (1984) a Little Requiem for a Polka - Kleines Requiem fur eine Polka de 1993.
Ainda na década de oitenta, Górecki torna-se politicamente activo e são-lhe característicos actos em nome de uma causa que defende: depois de ter dedicado muita da sua música ao Papa João Paulo II, demite-se do seu cargo de professor da Escola Superior de Música de Katowice como acto de protesto ao governo por não ter permitido a visita do Papa na cidade; já o seu Miserere foi composto em memória às vítimas da repressão estatal soviética contra o movimento sindical polonês Solidariedade.
As suas composições após os anos 1950 e 1960, foram caracterizadas pelo modernismo dissonante com inspiração em Karlheinz Stockhausen, Luigi Nono e seus contemporâneos, Krzysztof Penderecki e Kazimierz Serocki. A meio da década de 1970, Górecki mudou seu estilo em direção do "puro" som minimalista, que foi marcado pela sua Sinfonia n.º 3. Górecki tem progredido com diversos estilos distintos desde a reverência a Beatus Vir (1979), ao meditativo Miserere (1981) e ao espiritualismo de Good Night (1990).
Até 1992, Górecki foi conhecido somente por alguns conhecedores, primeiramente como um dos primeiros compositores responsáveis pelo renascimento da música da Polónia no pós-guerra. Naquele ano a etiqueta Elektra-Nonesuch liberou uma gravação de sua Sinfonia n.º 3, com 15 anos de existência. Esteve no topo da venda de discos no Reino Unido. Em dois anos a sinfonia No.3 tinha vendido mais de 700 000 cópias no mundo inteiro, e esse valor é pelo menos quatrocentas vezes mais a expectativa de vendas de uma sinfonia de um compositor relativamente desconhecido no séc XX. Entretanto o sucesso da gravação não despertou o interesse em outros trabalhos do compositor.
Durante a última década de sua vida, Górecki sofreu de freqüentes enfermidades. Sua Sinfonia n.º 4 deveria ter sido estreada em Londres em 2010, pela Orquestra Filarmônica de Londres, mas o evento foi cancelado devido a problemas de saúde do compositor. Faleceu em 12 de novembro de 2010, em sua casa na cidade de Katowice, de complicações devido a uma infecção pulmonar. Górecki foi casado com Jadwiga Rurańska e deixou dois filhos – Anna, uma pianista, e Mikołaj, compositor.

## Música e obras recomendadas

### 1950-60 - modernismo
Górecki tornou-se famoso pela sonoridade dura e dissonante do modernismo dos anos 1960, juntamente com outros compositores de vanguarda: Krzysztof Penderecki, Karlheinz Stockhausen. Obras importantes deste período:
- Quatro Prelúdios, Op. 1, (Piano), 1955
- Três Canções, Op. 3, 1956
- Sonata para Piano, Op. 6, 1956
- Songs for Joy and Rhythm, Op.7, 1956
- Epitafium, Op. 12, (Coro e Instrumentos), 1958
- Sinfonia No. 1, Op. 14, (Cordas e Percussão), 1959
- Monologhi, Op. 16, (Soprano e três grupos instrumentais), 1960
- Three Pieces in an Old Style, (Orquestra de Cordas), 1963
- Genesis III, Op. 19, 1963
- Choros I, Op. 20, (Orquestra de Cordas), 1963
- Old Polish Music, 1969

### 1970
Fugindo progressivamente do modernismo, Gorecki pretende uma forma clara de encontrar uma ligação perfeita da sua música com a espiritualidade do texto, assumindo a melodia vocal o aspecto predominante. A harmonia é relativamente simplificada e a música toma uma forma repetitiva, hipnótica, de mais fácil compreensão, afastando-se do clima dramático e pesado da música anterior. Será, mais tarde, comparada ao minimalismo. O seu maior sucesso de sempre – A Sinfonia nº3 (Symphony of Sorrowful Songs) é retirado deste período, cuja interpretação de 1993 da London Sinfonietta dirigida por David Zinman chegou aos tops do Reino Unido e vendeu mais de um milhão de cópias até hoje. Destacam-se:
- Ad Matrem, Op. 29, 1971
- Two Sacred Songs, Op. 30, 1971
- Sinfonia no. 2 ('Copernican'), Op. 31, 1972
- Amen, Op 35, 1975
- Sinfonia n.º 3 (Górecki) Symphony of Sorrowful Songs, Op. 36, 1976
- Beatus Vir, Op. 38, (Barítono, Coro e Orquestra), 1979

### 1980
Posteriormente, Gorecki alarga a sua paleta de possibilidades e na música deste período encontramos frequentes contrastes dinâmicos e rítmicos, e várias possibilidades no que toca à textura harmónica. Tais transformações criaram uma música muito particular que vai buscar muito da sua influência ao folclore, apesar de encontrarmos sonoridades que lembram Chopin e Beethoven. É importante ouvir:
- Concerto para Cravo e orquestra Op. 40
- Miserere, Op. 44, (Coro a cappella), 1981
- Lerchenmusik, Op. 53 (Clarinete, Violoncelo e Piano), Op. 53, 1984
- O Domina Nostra, 1985
- Totus Tuus, Op. 60, 1987
- Already It Is Dusk (Quarteto de Cordas No.1), Op. 62, 1988
- Good Night , Op. 63 (Soprano e Instrumentos, 1990)
- Kleines Requiem für eine Polka Op 66, (Piano e Instrumentos), 1993
- Five Kurpian Songs, Op. 75 (Coro), 1999
- Niech Nam Zyja I Spiewaja, (Coro), 2000

## Media
Alguns excertos de obras de Górecki:
- Miserere

```
  
```

- Sinfonia no. 2 - 2º andamento

```
  
```

- Lerchenmusik